# Steatoda latifasciata
Steatoda latifasciata är en spindelart som först beskrevs av Simon 1873.  Steatoda latifasciata ingår i släktet vaxspindlar, och familjen klotspindlar. Inga underarter finns listade i Catalogue of Life.